# Ficus pteroporum
Ficus pteroporum är en mullbärsväxtart som beskrevs av A. Guillaum.. Ficus pteroporum ingår i släktet fikonsläktet, och familjen mullbärsväxter. Inga underarter finns listade i Catalogue of Life.